# Senyoriu de Castellgalí
El senyoriu de Castellgalí o senyoria de Castellgalí va ser una jurisdicció feudal localitzada al terme de l'actual municipi de Castellgalí. Aquest terme es trobava associat al Castell de Castellgalí i varià lleugerament en extensió al llarg de la seva existència.
El primer document que menciona el senyoriu data de l'any 867 i és una escriptura de la venda d'un alou a Marganell que fa notar que aquest alou limitava per la part nord amb el terme del Castell d'en Galí, qui l'havia llegat al seu fill.
Fins a 7 famílies en posseïren la titularitat al llarg de la seva existència fins a la seva abolició definitiva l'any 1837. Els Galí, els Manresa, els Castellgalí, els Torres, els Rajadell, els Bolet i els Amigant.

## Llista de Senyors de Castellgalí[1][2][3]

### Dinastia dels Galí (c.900 - c.1150)
- Galí (? - <924)
- El seu fill (? - 924<)
- Berenguer de Puig-Galí[4] (? - 1060<)
- Arsendis de Castellgalí[5] (? - <1177)

### Dinastia de Manresa (c.1150 - 1177)
- Sibil·la de Manresa (? - 1177)

### Domini reial i castlans Castellgalí (1177 - 1357 i 1366 - 1370)
- Alfons I el Cast (1177 - 1196)
- Pere I el Catòlic (1196 - 1213)
- Jaume I el Conqueridor (1213 - 1276)
- Pere II el Gran (1276 - 1285)
  - A. de Castellgalí (? - 1281<)
  - Berenguer de Castellgalí I (<1284 - 1314<)
- Alfons II el Franc (1285 - 1291)
  - Berenguer de Castellgalí I (<1284 - 1314<)
- Jaume II el Just (1291 - 1327)
  - Berenguer de Castellgalí I (<1284 - 1314<)[6]
  - Guillem de Castellgalí (1314<-1336<)
- Alfons III el Benigne (1327 - 1336)
  - Guillem de Castellgalí (1314<-1336<)
- Pere III el Cerimoniós (1336 - 1357 i 1366 - 1370)
  - Berenguer de Castellgalí II (<1336 - <1346)
  - Guilleuma de Rocafort i Castellet (<1346 - 1348)
  - Pinós de Celles (1350 - 1357)
  - Marc de Fluixó (1366 - 1370)

### Dinastia dels Torres (1357 - 1366 i 1370 - 1413)

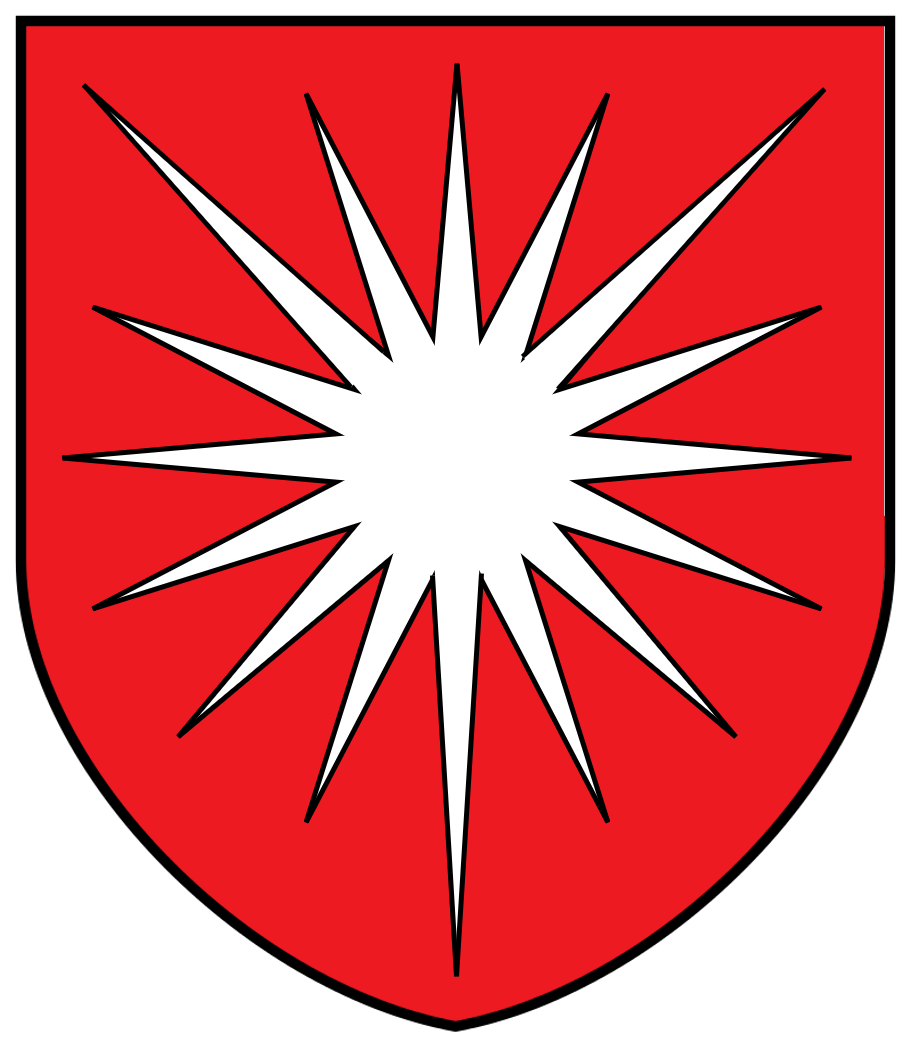
Armes dels Rajadell

- Bernat de Torres (1357 - 1366)
- Blanca de Torres (1370 - >1375)
- Dalmau de Torres (>1375 - 1413)

### Dinastia dels Rajadell (1413 - 1463 i 1473 - 1563)
- Lluís I de Rajadell (1413- >1416)
- Manel I de Rajadell (>1416 - <1444)
- Manel II de Rajadell (<1444 - 1463)
- Francisca de Rajadell (1473 - <1486)
- Manel III de Rajadell (<1486 - <1489)
- Francesc de Ribes (regent)
- Joan de Rajadell (<1489 - ?)
- Lluís II de Rajadell (?-1563)

### Monestir de Montserrat (1464 - 1473)
- fra Miquel Mateu (1464 - 1473)

### Dinastia dels Bolet (1563 - 1673)
- Pere Pau Bonaventura Bolet (1563 - ?)
- Bonaventura Bolet i Desvilar (? - 1610)
- Joaquim-Llàtzer de Bolet (1610 - <1633)

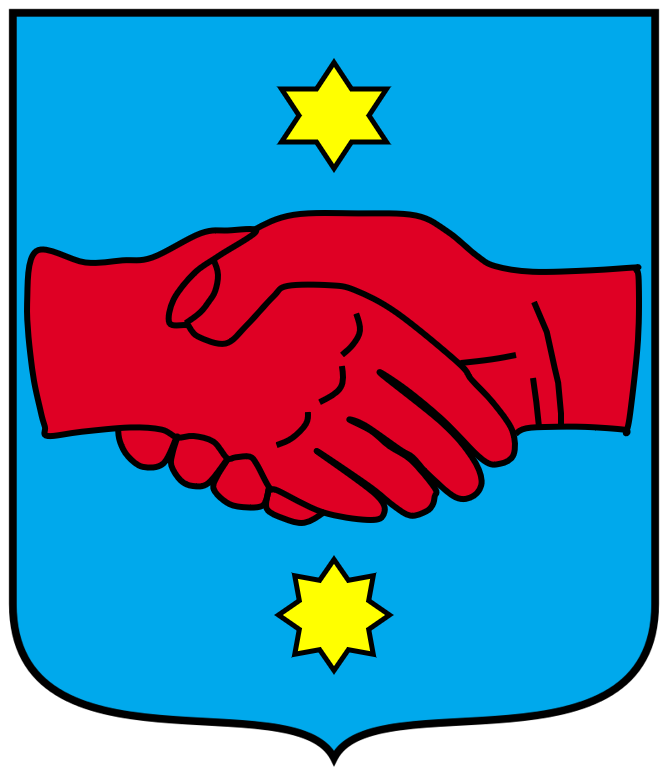
Armes dels amigant

- Marianna de Montbuy (<1633 - <1646)
- Jeroni de Miquel (<1646 - 1673)

### Dinastia dels Amigant (1673 - 1837)
- Josep Amigant i Ferrer (1673 - 1713)[10]
- Francesc Ignasi d’Amigant i Olzina (1713 - 1736)[11]
- Josep Ignasi Amigant i Cartella (1736 - 1778)[12]
- Josep d’Amigant i Leonardo (1778 - 1813)[11][13]
- Micaela de Ferrer de Sant Jordi i Amigant (1813 - 1832)[14]
- Josep Maria Despujol i Ferrer de Sant Jordi (1832 - 1837)[15]